# Tokaji kistérség
A Tokaji kistérség kistérség Borsod-Abaúj-Zemplén megyében, központja: Tokaj.

## Települései
| Bodrogkeresztúr | Bodrogkisfalud | Csobaj | Erdőbénye   | Szegi       |
| Szegilong       | Taktabáj       | Tarcal | Tiszaladány | Tiszatardos |
| Tokaj           |                |        |             |             |